# ニューヨーク州立大学ジェネセオ校
ニューヨーク州立大学ジェネセオ校（英語: State University of New York at Geneseo）は、ニューヨーク州ジェネセオに本部を置くアメリカ合衆国の州立大学。1867年創立、1871年大学設置。
全13校からなる4年制ニューヨーク州立大学群(SUNY) の1校であるが、リベラル・アーツ・カレッジとしてのとても質の高い教育が特徴。SUNYの中でもかなり上位に位置する。
学士と修士課程のみで、博士課程はない。

## 概要
1948年に前身の「ワッズワース師範訓練学校」（The Wadsworth Normal and Training School, 1871年設立）を母体として創立される。文学や計算機科学を含む54の学士号を授与している。
他のSUNY系列の大学と比べ、認知度はそれほど高くは無いが、アメリカ国内の各紙でランキングに入るなど、パブリック・アイビーとしての教育レベルの高さを保っている。
リベラルアーツ教育を重視し、他の総合大学と比べて少人数教育である。一つのクラスあたりの学生数が少なく、学生へのサポートも手厚い。リベラルアーツなので、単に授業以外にも、ワークショップ、課外活動、専門以外の授業も卒業の要件とする学部も存在する。理系専攻、会計、ビジネス、経済専攻は卒業の要件が他学部よりも厳しい。
留学提携校も非常に充実している。
真面目で堅実な校風。米国の大学に多いが、都会から離れた田舎に位置するので落ち着いた環境で勉強することができる。学生寮は複数あり、多くの学生は寮生活を行う。
ハーバード大学やイェール大学などアイビー・リーグ系の大学院に進学する卒業生も毎年一定数存在する。就職実績や企業からの評価は高く、就職先は有名な外資系、監査法人、大手企業等に就職する学生が多い。

## ランキング

### 入学難易度
- USニューズ&ワールド・レポート入試難易度：More Selective
- SAT平均点数：1400点 (数学＋ライティングのみ）
- ACT平均点: "28点"
- 高校平均クラスランク: 93.4%
- 入学者GPA：3.8/4.0
- US News Best College Ranking: #2 in Top Public Schools (Regional Universities North)
- 正規留学生のToeflの合格者平均:87点

## 学費、諸経費
- 学費　$16,320 (州外生徒/留学生), $6,470 (ニューヨーク州民)
- 諸経費　$1,706
- 寮費　$12,264
- 計：$30,290 (州外生徒/留学生), $20,440 （ニューヨーク州民）

上記は2セメスター(学期）の学費と寮費である (2017年現在)。州の予算で運営されている州立大学であるため、州民税を払っていない州外出身者に対する学費は州民のそれより3倍近く高く設定されている。
大学寮外にはアパートが点在している。通学は徒歩が多い。ジェネセオ近郊やロチェスターに向かうバスも学生は無料で利用する事ができる。

## 著名な卒業生
- チェルシー・ノーブル、女優
- ウィリアム・サドラー、俳優

## 著名な教授
- ルーディ・ラッカー、数学、情報科学